# Cougars de Houston
Les Cougars de Houston (en anglais : Houston Cougars) sont un club omnisports universitaire de l'université de Houston. Les équipes des Cougars participent aux compétitions universitaires organisées par la National Collegiate Athletic Association. Houston fait partie de la Big 12 Conference.
Les sportifs des Cougars de Houston ont remporté 33 médailles olympiques dont 19 en or. Parmi ces champions, l'athlète Leroy Burrell devient entraîneur chez les Cougars en 1998.

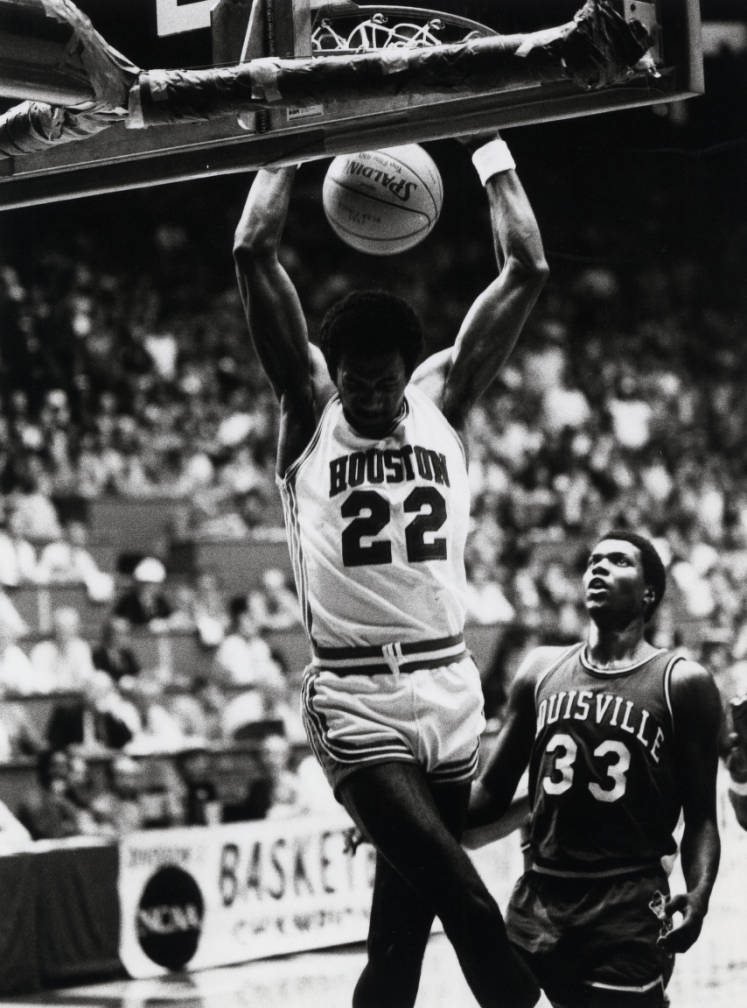
Clyde Drexler a porté le maillot de l'équipe de basket-ball entre 1980 et 1983.

Parmi les sports les plus en pointe chez les Cougars, le golf (16 titres nationaux NCAA), le basket-ball (7 participations au Final Four et trois finales) et le football américain (30 participations à des bowls de fin de saison) notamment. En football américain, Andre Ware (en) est désigné vainqueur du trophée Heisman en 1989.
Le surnom Cougars est adopté en 1927. La première mascotte vivante, nommée Shasta, resta en fonction de 1947 à 1962 avant de prendre sa retraite. Shasta II (1962-1965), III (1965-1977), IV (1977-1980), V (1980-1989) succédèrent à Shasta. Depuis 1989, la mascotte n'est plus un cougar vivant mais une personne costumée. En hommage à la dynastie des Shasta, cette mascotte se nomme également Shasta.